# Canton de Calais-Centre
Le canton de Calais-Centre est une ancienne division administrative française située dans le département du Pas-de-Calais et la région Nord-Pas-de-Calais.

## Géographie
Ce canton est organisé autour de Calais dans l'arrondissement de Calais. Son altitude varie de 0 m (Les Attaques) à 18 m (Calais) pour une altitude moyenne de 4 m.

## Histoire

Canton de Calais-Centre dans l'arrondissement de Calais

Canton créé en 1973.

## Représentation

### Conseillers généraux de 1973 à 2015
| Période | Période | Identité            | Étiquette   | Qualité                                                                          |
| ------- | ------- | ------------------- | ----------- | -------------------------------------------------------------------------------- |
| 1973    | 1979    | Jean-Jacques Barthe | PCF         | Instituteur, maire de Calais (1971-2001) Député (1973-1988)                      |
| 1979    | 1985    | Roland Penin        | PCF         | Adjoint au maire de Calais Elu en 1985 dans le Canton de Calais-Sud-Est          |
| 1985    | 1992    | Yvan Blot           | RPR puis FN | Inspecteur de l'administration Conseiller municipal de Calais Député (1986-1988) |
| 1992    | 1998    | Christian Niemann   | UDF         | Agent de change Conseiller municipal de Calais                                   |
| 1998    | 2015    | Philippe Vasseur    | PS          | Consultant                                                                       |

## Composition
| Communes     | Population (2012) | Code postal | Code Insee |
| ------------ | ----------------- | ----------- | ---------- |
| Les Attaques | 1 821             | 62730       | 62043      |
| Calais (1)   | 20 554            | 62100       | 62193      |
| Coulogne     | 5 789             | 62137       | 62244      |

(1) fraction de commune.

## Démographie
| 1962 | 1968 | 1975 | 1982 | 1990 | 1999 | 2009 |
| ---- | ---- | ---- | ---- | ---- | ---- | ---- |
| -    | -    | -    | -    | -    | -    | -    |